# ستریژیلو
ستریژیلو (صربی: Strižilo}} یک منطقهٔ مسکونی در صربستان است که در Pomoravlje District واقع شده‌است.
 ستریژیلو  ۴۷۹ نفر جمعیت دارد.